# Egregor
Egregor er et okkult koncept der repræsenterer en "folkesjæl" eller "kollektiv bevidsthed", en autonym, psykisk enhed, skabt af og påvirkende en gruppe af mennesker. Det er summen af et folks eller en gruppe af menneskers samlede bevidsthed.